# Cima da Conegliano

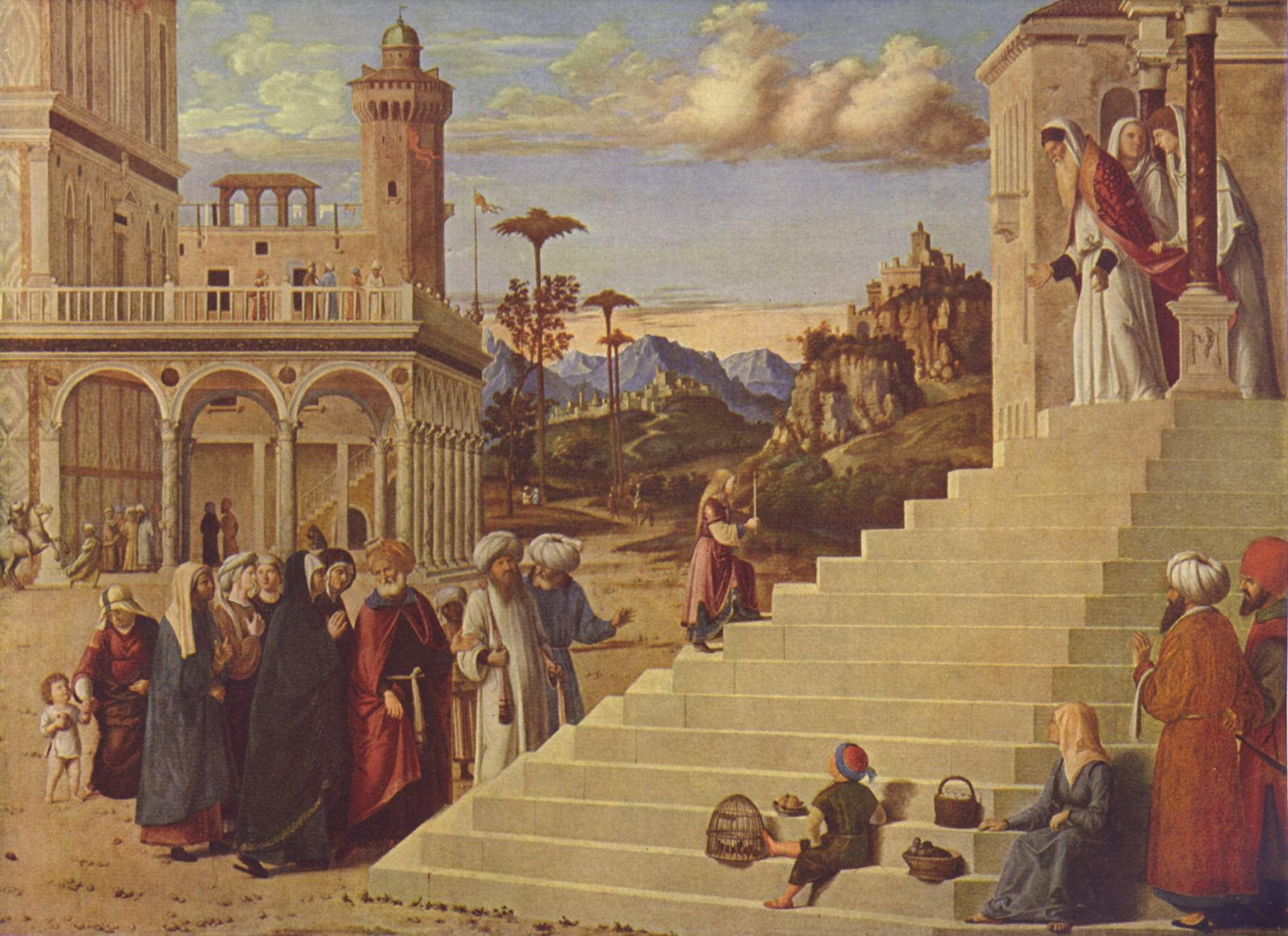

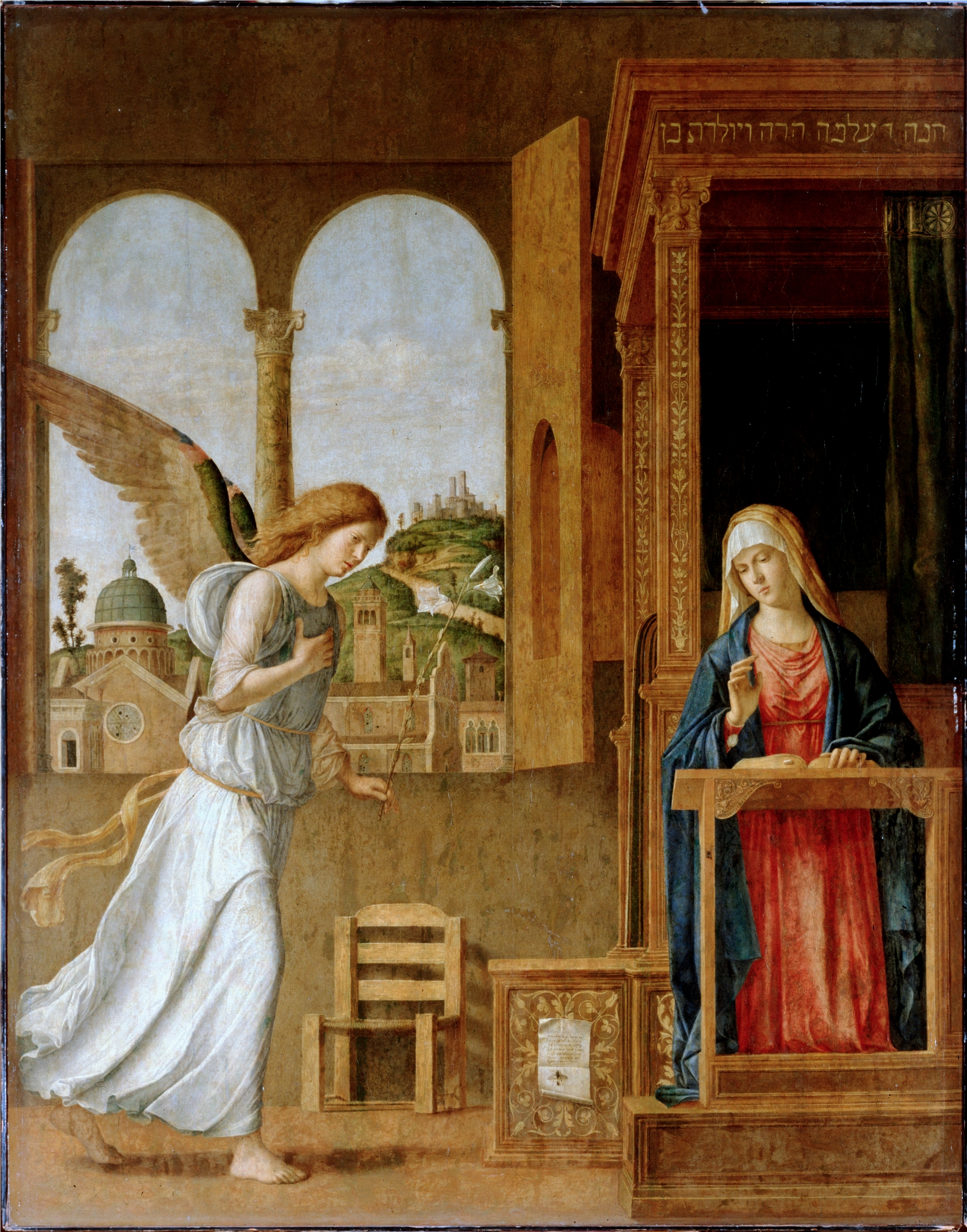

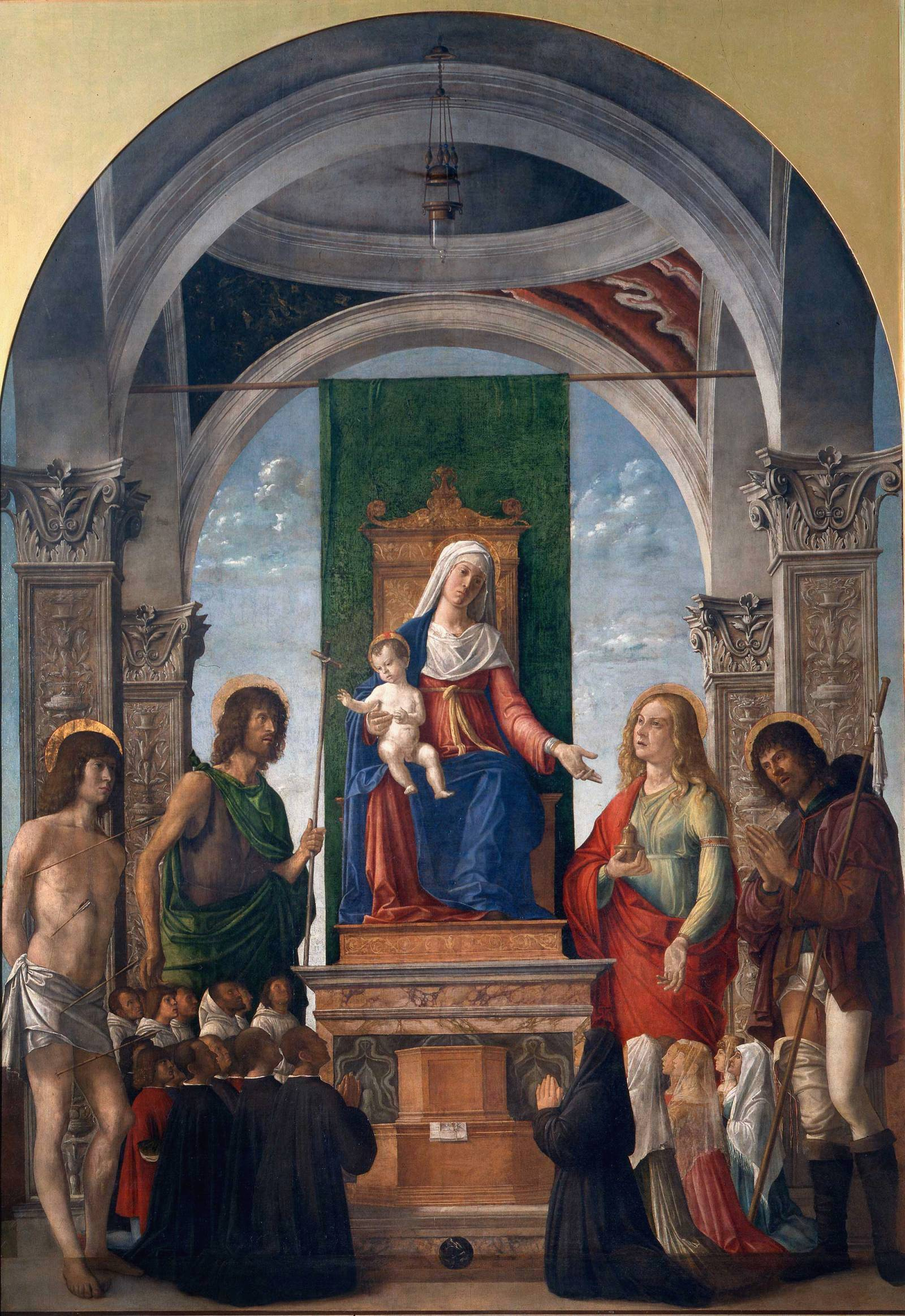

Giovanni Battista Cima, nazývaný také Cima da Conegliano (1459, Conegliano - 1517 nebo 1518) byl italský renesanční malíř.

## Dílo
- Klanění pastýřů - kolem 1509-1510, tempera na panelu, Kostel Carminiovců, Benátky,
- Madona s dítětem - 1496-1499, olej na plátně, Ermitáž, Petrohrad, Rusko,
- Madona s dítětem - kolem 1490, tempera na panelu, Galleria degli Uffizi, Florencie,
- Madona s dítětem na trůně se sv. Petrem, sv. Romualdem, sv. Benediktem a sv. Pavlem - kolem 1495-1497, tempera na panelu, Gemäldegalerie, Berlín,
- Madona s dítětem v zemi - kolem 1496-99, olej na panelu, přeneseny na plátno, North Carolina Museum of Art, Raleigh,
- Madona s dítětem a sv. Jeronýmem a sv. Janem Křtitelem - kolem 1500, olej na panelu, Národní galerie umění, Washington, DC,
- Madona s pomerančovníkem - kolem 1487-1488, tempera na panelu, Galerie dell 'Accademia, Benátky,
- Obětování Panny Marie v chrámu - 1500, olej na dřevě, Drážďanská galerie, Drážďany, Německo,
- Panna Marie a dítě mezi sv. Janem Křtitelem a sv. Marií Magdalenou - 1511-1513, tempera na panelu, Louvre, Paříž,
- Panna Marie s dítětem - kolem 1505, olej na dřevě, Národní galerie, Londýn,
- Panna Marie s dítětem - 1499-1502, olej na dřevě, Národní galerie, Londýn,
- Panna Marie s dítětem - 1496-1499, olej na dřevě, Národní galerie, Londýn,
- Panna Marie s dítětem - 1504-1507, Louvre, Paříž,
- Panna Marie s dítětem a sv. Františkem a Antonínem Padovským - okolo 1500, dubový panel, The Wallace Collection, Londýn,
- Panna Marie s dítětem a sv. Marií Magdalenou a sv. Jeronýmem - kolem 1495, malba na dřevě, Alte Pinakothek, Mnichov,
- Panna Marie s dítětem a sv. Pavlem a sv. Františkem - 1508-1530, olej na dřevě, Národní galerie, Londýn,
- Panna Marie s dítětem a sv. Sebastianem, sv. Františkem, sv. Janem Křtitelem, sv. Jeronýmem, neznámými svatými ženami, sv. Antonnínem Padovským a dvěma dárci - kolem 1515, olej na panelu, Harvard University Art Museum, Massachusetts,
- Panna Marie s dítětem mezi sv. Janem Křtitelem a sv. Františkem - musée du Petit Palais, Avignon
- Panna Marie s dítětem mezi sv. Jiřím a sv. Jakubem - 1510-1511, Musée des Beaux-Arts de Caen, Caen,
- Panna Marie se svatými a donátory - kolem 1515, Cleveland Museum of Art, Cleveland, Ohio
- Snímání Krista z kříže - olej na plátně, Puškinovo muzeum umění, Moskva,
- Zvěstování - 1495, tempera a olej na plátně, Ermitáž, Petrohrad, Rusko.